# Конвой JW 56B
Конвой JW 56B (англ. Convoy JW 56B) — арктичний конвой транспортних і допоміжних суден у кількості 20 одиниць, який у супроводженні союзних кораблів ескорту прямував від берегів Шотландії та Ісландії до радянських портів Мурманськ і Архангельськ. Конвой вийшов 22 січня з Лох Ю і 1 лютого 1944 року JW 56B прибув до Кольської затоки. В ході руху піддався масованій атаці німецьких підводних човнів; транспортні судна вціліли, але один корабель супроводження, есмінець «Гарді» затонув. Під час операції було знищено один атакуючий німецький підводний човен.

## Історія конвою
Конвой JW 56B складався з 17 торговельних суден, які зосередилися у шотландському озері Лох Ю для переходу до радянських берегів. Безпосередній супровід забезпечувався двома есмінцями та трьома іншими судами ескорту. Був також океанський ескорт, що складався з есмінця «Мілн» (капітан І. М. Р. Кемпбелл) і шести інших есмінців. Конвой спочатку супроводжувала місцева група супроводу з Британії, а пізніше до неї приєдналися інші сили супроводу з попереднього конвою JW 56A. Крейсерська група ескорти у складі «Кента» (контрадмірал А. Ф. Паллісер), «Бервіка» та «Бермуди» також була в морі, щоб охороняти два конвої від нападу надводних підрозділів.
JW 56B зіткнувся у Баренцевому морі з «вовчою зграєю» під кодовою назвою «Вервольф», що нараховувала п'ятнадцять ворожих підводних човнів.
22 січня 1944 року конвой JW 56B вийшов з Лох Ю, через десять днів після попереднього конвою JW 56A. Його супроводжував місцевий ескорт — есмінець «Рестлер», корвет і два тральщики, а також п'ять військових кораблів ближнього ескорту. 26 січня, в день, коли JW 56A піддався атаці, місцевий ескорт відбув, щоб його замінив океанський ескорт із шести есмінців Домашнього флоту. 29 січня конвой прибула в район, де був атакований JW 56A. Там чекали десять підводних човнів вовчої зграї «Ізенгрім», підсилені п'ятьма свіжими човнами, що разом утворили вовчу зграю «Вервольф». Опівдні 29 січня U-956 виявив транспорти JW 56B і повідомив про це, але U-956 відразу піддався сильній атаці, коли його виявили кораблі союзного ескорту. До ранку 30 січня підводні човни зосереджувалися у визначеній точці рандеву, але JW 56B також отримав підкріплення, нього приєднався океанський ескорт JW 56A, сім есмінців на чолі з «Гарді». Шість підводних човнів вступили в контакт, здійснивши протягом того дня загалом тринадцять атак. Вони не змогли спричинити ніякої шкоди торговельним суднам, але U-278 влучив у «Гарді» акустичною торпедою. Британський есмінець був понівечений та покинутий екіпажем і пізніше потоплений есмінцем. У свою чергу британські есмінці «Вайтхолл» і «Метеор» знищили U-314. Після цього зграя «Вервольф» припинила штурм, і JW 56B прибув на Кольський через три дні, 2 лютого.

## Кораблі та судна конвою JW 56B

### Транспортні судна
| Назва                       | Прапор          | Тоннаж (GRT) | Прим.                                   |
| --------------------------- | --------------- | ------------ | --------------------------------------- |
| Abner Nash (1942)           | США             | 7 177        | судно типу «Ліберті»                    |
| Alber C Ritchie (1943)      | США             | 7 176        | судно типу «Ліберті»                    |
| Charles A McAllister (1943) | США             | 7 176        | судно типу «Ліберті»                    |
| Edward L Grant (1943)       | США             | 7 176        | судно типу «Ліберті»                    |
| Empire Tourist (1943)       | Велика Британія | 7 062        |                                         |
| Fort Crevecoeur (1943)      | Велика Британія | 7 191        |                                         |
| Fort Norfolk (1943)         | Велика Британія | 7 131        |                                         |
| Henry Bacon (1942)          | США             | 7 177        | судно типу «Ліберті»                    |
| Henry Lomb (1943)           | США             | 7 176        | судно типу «Ліберті»; повернулося назад |
| Henry Wynkoop (1942)        | США             | 7 176        | судно типу «Ліберті»                    |
| John H B Latrobe (1942)     | США             | 7 191        | судно типу «Ліберті»                    |
| John La Farge (1943)        | США             | 7 176        | судно типу «Ліберті»                    |
| Paul Hamilton Hayne (1942)  | США             | 7 177        | судно типу «Ліберті»                    |
| Robert Lowry (1943)         | США             | 7 176        | судно типу «Ліберті»                    |
| Samuel Macintyre (1943)     | США             | 7 176        | судно типу «Ліберті»                    |
| Willard Hall (1943)         | США             | 7 200        | судно типу «Ліберті»                    |
| Winfried Smith (1943)       | США             | 7 191        | судно типу «Ліберті»                    |

### Кораблі ескорту
Позначення
| Крейсерська група ескорту |                                         |                                                          |                                                                                        |
| «Бермуда»                 | Військово-морські сили Великої Британії | легкий крейсер типу «Коронна колонія»                    |                                                                                        |
| «Бервік»                  | Військово-морські сили Великої Британії | важкий крейсер типу «Каунті»                             |                                                                                        |
| «Кент»                    | Військово-морські сили Великої Британії | важкий крейсер типу «Каунті»                             |                                                                                        |
| Ескорт есмінців           |                                         |                                                          |                                                                                        |
| «Сен-Лорен»               | Військово-морські сили Канади           | ескадрений міноносець типу «C»                           | 22 січня — 1 лютого                                                                    |
| «Гарді»                   | Військово-морські сили Великої Британії | лідер есмінців типу «V»                                  | 30 січня торпедований німецьким підводним човном U-278 північніше Норвегії, де затонув |
| «Гурон»                   | Військово-морські сили Канади           | ескадрений міноносець типу «Трайбл»                      | 26 січня — 1 лютого                                                                    |
| «Інконстант»              | Військово-морські сили Великої Британії | ескадрений міноносець типу «I»                           | 29 січня — 1 лютого                                                                    |
| «Махратта»                | Військово-морські сили Великої Британії | ескадрений міноносець типу «M»                           | 26 січня — 1 лютого                                                                    |
| «Маскітер»                | Військово-морські сили Великої Британії | ескадрений міноносець типу «M»                           | 26 січня — 1 лютого                                                                    |
| «Метеор»                  | Військово-морські сили Великої Британії | ескадрений міноносець типу «M»                           | 28 січня — 1 лютого                                                                    |
| «Мілн»                    | Військово-морські сили Великої Британії | Лідер ескадрених міноносців типу «M»                     | 26 січня — 1 лютого                                                                    |
| «Оффа»                    | Військово-морські сили Великої Британії | ескадрений міноносець типу «O»                           | 29 січня — 1 лютого                                                                    |
| «Опорт'юн»                | Військово-морські сили Великої Британії | ескадрений міноносець типу «O»                           | 26 січня — 1 лютого                                                                    |
| «Сторд»                   | Військово-морські сили Норвегії         | ескадрений міноносець типу «S»                           | 29 січня — 1 лютого                                                                    |
| «Венус»                   | Військово-морські сили Великої Британії | ескадрений міноносець типу «V»                           | 29 січня — 1 лютого                                                                    |
| «Віджілент»               | Військово-морські сили Великої Британії | ескадрений міноносець типу «V»                           | 29 січня — 1 лютого                                                                    |
| «Віраго»                  | Військово-морські сили Великої Британії | ескадрений міноносець типу «V»                           | 29 січня — 1 лютого                                                                    |
| «Весткотт»                | Військово-морські сили Великої Британії | ескадрений міноносець «Адміралті» типу «W»               | 22 січня — 1 лютого                                                                    |
| «Вайтхолл»                | Військово-морські сили Великої Британії | ескадрений міноносець «Модифікований Адміралті» типу «W» | 22 січня — 1 лютого                                                                    |
| «Ресле»                   | Військово-морські сили Великої Британії | ескадрений міноносець типу «W»                           | 22-26 січня                                                                            |
| Ескортна група            |                                         |                                                          |                                                                                        |
| «Ханісакл»                | Військово-морські сили Великої Британії | корвет типу «Флавер»                                     | 22-26 січня                                                                            |
| «Гидра»                   | Військово-морські сили Великої Британії | тральщик типу «Алджерін»                                 | 22-26 січня                                                                            |
| «Онікс»                   | Військово-морські сили Великої Британії | тральщик типу «Алджерін»                                 | 22-26 січня                                                                            |
| «Оксліп»                  | Військово-морські сили Великої Британії | корвет типу «Флавер»                                     | 22 січня — 1 лютого                                                                    |
| «Рододендрон»             | Військово-морські сили Великої Британії | корвет типу «Флавер»                                     | 22-25 січня                                                                            |
| «Савідж»                  | Військово-морські сили Великої Британії | ескадрений міноносець типу «S»                           | 29 січня — 1 лютого                                                                    |
| «Скодж»                   | Військово-морські сили Великої Британії | ескадрений міноносець типу «S»                           | 26 січня — 1 лютого                                                                    |
| «Сігал»                   | Військово-морські сили Великої Британії | тральщик типу «Гальсіон»                                 | 22 січня — 1 лютого                                                                    |

## Кораблі Крігсмаріне

### Підводні човни, що брали участь в атаці на конвой
| Назва | Тип  | Командир                                             | Результати атаки                                                 | Прим. |
| ----- | ---- | ---------------------------------------------------- | ---------------------------------------------------------------- | ----- |
| U-278 | VIIC | капітан-лейтенант Йоахім Франце                      | 30 січня потопив північніше Норвегії лідер есмінців «Гарді»      |       |
| U-313 | VIIC | капітан-лейтенант Фрідгельм Швайгер                  |                                                                  |       |
| U-314 | VIIC | капітан-лейтенант Георг-Вільгельм Бассе              | 30 січня затоплений британськими есмінцями «Вайтхолл» і «Метеор» |       |
| U-425 | VIIC | капітан-лейтенант Гайнц Бенцін                       |                                                                  |       |
| U-472 | VIIC | оберлейтенант-цур-зее Вольфганг-Фрідріх фон Форстнер |                                                                  |       |
| U-601 | VIIC | оберлейтенант-цур-зее Отто Гансен                    |                                                                  |       |
| U-716 | VIIC | оберлейтенант-цур-зее Ганс Дункельберг               |                                                                  |       |
| U-737 | VIIC | оберлейтенант-цур-зее Пауль Бразак                   |                                                                  |       |
| U-739 | VIIC | оберлейтенант-цур-зее Ернст Мангольд                 |                                                                  |       |
| U-956 | VIIC | капітан-лейтенант Ганс-Дітер Мос                     |                                                                  |       |
| U-957 | VIIC | оберлейтенант-цур-зее Гергард Шар                    |                                                                  |       |
| U-965 | VIIC | оберлейтенант-цур-зее Клаус Олінг                    |                                                                  |       |
| U-973 | VIIC | оберлейтенант-цур-зее Клаус Пепенмеллер              |                                                                  |       |
| U-990 | VIIC | капітан-лейтенант Губерт Нордгаймер                  |                                                                  |       |